# Вторжение Ирака в Кувейт
Вторжение Ирака в Кувейт (араб. الغزو العراقي للكويت‎) — военный конфликт между Ираком и Кувейтом в августе 1990 года, который длился 4 дня и привёл к победе иракской армии и последующей оккупации и аннексии Кувейта Ираком и в итоге к последующей войне в Персидском заливе.

## Предыстория конфликта
18 июля 1990 года Саддам Хусейн обвинил Кувейт в том, что последние 10 лет они незаконно добывают иракскую нефть из приграничного месторождения Румайла. В качестве компенсации Кувейт должен был списать иракские долги по займам в размере $16,5 млрд: $14 млрд за «украденную» нефть и $2,5 млрд в виде компенсации за моральный вред. Эмир Кувейта шейх Джабер аль-Ахмед аль-Джабер ас-Сабах отказался выполнять выставленные требования.
В последующие дни иракские войска начали стягиваться к кувейтской границе, тем не менее, Саддам Хусейн тогда заявил посреднику в переговорах с Кувейтом президенту Египта Хосни Мубараку, что готов решить спор мирным путём.
1 августа 1990 года иракской стороной были сорваны едва начавшиеся переговоры с кувейтской делегацией в одном из городов Саудовской Аравии Джидде. Требования иракской стороны сводились к безвозмездной материальной помощи и территориальным уступкам со стороны Кувейта. Иракскому лидеру приписывают следующий разговор, состоявшийся с эмиром Кувейта в этот же день. Согласно легенде, позвонив эмиру после полудня, Хусейн поинтересовался: «Как поживаешь, о шейх Джабер?» «Слава Аллаху, чувствую себя хорошо, уже отобедал», — последовал ответ. «Клянусь Аллахом, — сказал Саддам, — завтракать в Кувейте ты уже не будешь!».

## Силы сторон
Кувейт: 27 200 военнослужащих (ещё 20 300 человек в резерве). Также на территории Кувейта находилось неизвестное число наёмников из Саудовской Аравии и других третьих стран (от нескольких сотен до нескольких тысяч), контрактники США и около 220 английских военных специалистов.
Наземные силы Кувейта состояли из 16 000 солдат регулярной армии и 7200 солдат Национальной гвардии, они имели на вооружении:
- от 281 до 339 танков: от 165 до 213[14] «Чифтен», 70 «Виккерс», 40 «Центурион» и 6 M-84[15];
- 1034 БМП и БТР: 100 разведывательных бронеавтомобилей «Саладин», 90 «Феррет», 245 БМП-2, 231 бронетранспортёр M113, 56 ракетных M901 ITV, 130 «Сарацин», 100 TH-390, 62 V-300 и 20 V-150;
- около 200 артиллерийских орудий: 36 САУ M109A2, 20 (или 80[16]) MK F3, 40 тяжёлых 120-мм миномётов RT-F1, 16 буксируемых орудий M-101 и не менее 48 лёгких 81-мм миномётов[17];
- 3750 ПТУР TOW, 200 ПТРК Vigilant, 120 ПТРК «Фагот» и 20 ПТРК HOT;
- 12 ОТРК «Луна-М».

Подразделения кувейтской армии: 15-я танковая бригада (Кувейт-Сити), 35-я танковая бригада (перевал Мутла), 6-я механизированная бригада (перевал Мутла), гвардия Эмира (Кувейт-Сити), 25-я бригада «коммандос» (перевал Мутла) и бригада пограничных войск (опорные пункты на границе).
Военно-воздушные силы Кувейта состояли из 1800 кувейтских военнослужащих, вдобавок в этом роде войск служили контрактники из других стран, в том числе из Пакистана и Иордании. У них имелось на вооружении:
- 79 боевых и учебных самолётов: 20 Mirage F1CK, 4 Mirage F1BK, 24 A-4KU, 3 TA-4KU, 12 Lighthing, 4 Hawker Hunter и 12 Hawk Mk.64;
- 8 транспортных самолётов: 4 L-100-30, 2 DHC-4 и 2 DC-9;
- 33 вертолёта: 17 Sa.342, 10 Sa.330 и 6 AS.332B[20].

Военно-морские силы Кувейта состояли из 2 200 военнослужащих и имели 54 военных судна различных классов, в том числе 8 ракетных катеров 6 класса TNC-45 и 2 класса TPB-57.
Ирак: 88 000 солдат регулярной армии и Республиканской гвардии. 690 танков, 556 самоходных и буксируемых орудий, 120 самолётов, 96 вертолётов и две морских группы.

## Вторжение

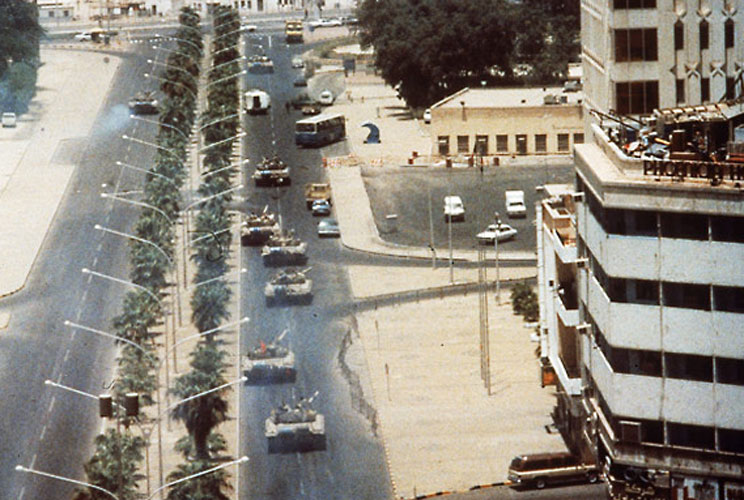
Иракские танки Т-72 на улице Эль-Кувейта

2 августа 1990 года в 2:00 часа ночи иракская группировка, насчитывавшая 88 тыс. солдат и 690 танков, вторглась на территорию Кувейта. Вторжение происходило по двум направлениям: одна бронетанковая и одна механизированная дивизии вдоль главного шоссе на Эль-Кувейт и одна бронетанковая и одна механизированная дивизии на юг от Эль-Кувейта с целью отрезать столицу Кувейта от южной части страны. Иракская морская пехота, высадившись с катеров, атаковала Эль-Кувейт со стороны побережья. Иракская авиация совершила налёт на Эль-Кувейт.
Первыми на территорию Кувейта проникли иракские спецназовцы, расчищая дорогу основным силам. В 01:00 ночи иракский спецназ приступил к захвату опорного пункта Сидерия, полицейских участков и таможенного пункта Абдали на иракско-кувейтской границе. Захват спецназом коммуникационных узлов нарушил связь на всей границе между двумя государствами. Иракский бомбардировщик Су-22 управляемой ракетой Х-25 уничтожил коммуникационный центр «Умм аль-Кайман» в Кувейт-Сити и командование армии Кувейта полностью потеряло контроль над обстановкой.
За полчаса до начала наступления основных иракских сил, в 01:30 иракский спецназ предпринял попытку высадиться с вертолётов на Дасманский дворец с целью захвата эмира Кувейта, однако гвардия эмира, поддерживаемая танками М-84, сорвала эту атаку, нанеся значительные потери иракцам. Это дало эмиру возможность спастись, эвакуировавшись в соседнюю Саудовскую Аравию. В 5:00 к дворцу подтянулись основные силы иракской армии. В это же время иракский спецназ захватил здание министерства информации. Бой за дворец продолжался до конца дня 2 августа. В итоге повреждённый дворец был занят иракскими подразделениями и разграблен. В этом бою погиб младший брат эмира Фахад аль-Ахмед аль-Джабер, в 1982 году воевавший в Ливане за Организацию освобождения Палестины как доброволец.
В 02:00 ночи иракская ударная авиация нанесла удары по военным и гражданским объектам эмирата Кувейт. В столице боевые вертолёты Ми-25 начали уничтожать кувейтскую бронетехнику и подавлять огневые позиции. В 06:00 возле перевала Мутла произошёл первый танковый бой войны. В результате боя подразделения иракских Т-72 17-й танковой бригады уничтожили танки Vickers кувейтской 6-й механизированной бригады; полковник, командующий 6-й бригадой, был взят в плен. Во время допроса он заявил, что у него был приказ сдержать наступление иракских танковых сил в течение 48 часов, но он не ожидал, что они пройдут через оборонительные позиции так быстро.
Достаточно крупное сражение, известное как «Битва за мосты», произошло 2 августа в Эль-Джахре — западном пригороде Эль-Кувейта, на шоссе 70 Эс-Салми (араб. السالمي‎) — Эль-Джахра. В 04:30 утра 35-я танковая бригада кувейтской армии под командованием полковника Салема аль-Масуда получила приказ выдвинуться в район Аль-Джахры, чтобы помешать наступлению колонны иракских войск на Эль-Кувейт. Уже в 05:00 подразделения 35-й бригады начали выдвижение, но из-за недостатка времени бригада пошла в бой в неполном составе. Из двух танковых батальонов бригады, оснащённых британскими танками «Чифтен», в бою участвовал только один танковый батальон при поддержке роты БМП-2 и батареи 155-мм орудий. В 05:30 танковая дивизия Республиканской гвардии Ирака «Хаммурапи», оснащённая танками Т-72 и боевыми машинами пехоты, вошла в Эль-Кувейт. Дивизия двигалась походной колонной, и встреча с кувейтскими танками стала для иракцев неожиданностью. Поэтому кувейтцам удалось задержать их и боевые действия в городе Джахра продолжались до второй половины дня 4 августа. При этом, по кувейтским данным, в первом столкновении было уничтожено 25 иракских Т-72 (по современным данным иракцы не потеряли в этом бою ни одного танка), а с кувейтской стороны было потеряно 2 «Чифтена». В втором бою у моста в пяти километрах от города Джахра в танковом бою было уничтожено 8 танков «Чифтен» и 3 бронетранспортёра M113. После этих сражений остатки 35-й бригады были вынуждены выйти из боя из-за недостатка горючего и боеприпасов и отступить на территорию Саудовской Аравии. Опыт танковых боёв показал, что танки «Чифтен» выводились из строя даже снарядами, предназначенными для поражения пехоты.
На море иракские ракетные и десантные катера штурмом взяли военно-морскую базу у мыса Эль-Кулайа (رأس القليعة‎) и остров Файлака. На военно-морской базе у мыса Эль-Кулайа было взято в плен большое количество иностранных военнослужащих. С другой стороны, по направлению к военно-морской базе кувейтцам удалось сбить иракскую ракету Exocet вместе с выпустившим её вертолётом Super-Frelon.
3 августа на территории Кувейта ещё оставались отдельные очаги сопротивления. На авиабазе Али-Аль-Салем вертолёты ВВС Кувейта «Супер Пума» пытались снабжать окружённые части кувейтской армии. Один из вертолётов столкнулся с землёй, боеприпасы на его борту сдетонировали и в результате мощного взрыва и пожара были уничтожены три последних кувейтских вертолёта «Супер Пума».
К 4 августа кувейтская армия была полностью разгромлена, а территория страны была взята под контроль иракскими войсками. Лишь 5 тысячам кувейтских солдат удалось бежать из страны в Саудовскую Аравию. Подавление отдельных очагов сопротивления продолжалось до 6 августа.

## Потери

### Людские потери

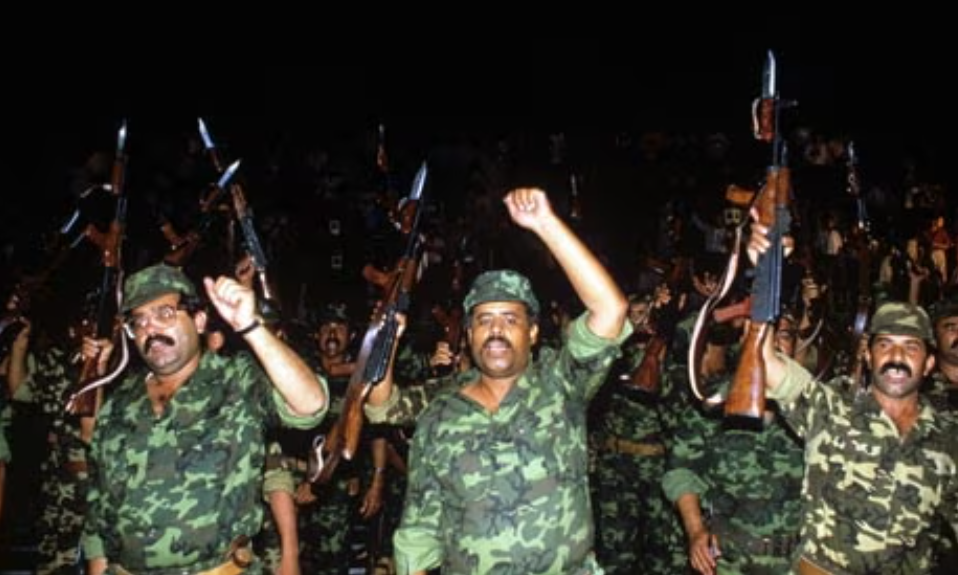
Иракские солдаты в Кувейте

Потери Ирака: захват обошёлся Ираку в 295 человек погибшими и 361 раненым.
Потери Кувейта: как сообщают кувейтские источники, 4200 военнослужащих вооружённых сил Кувейта были убиты и 12 000 захвачены в плен, что даёт соотношение на одного погибшего иракского солдата не менее 54 убитых или пленных кувейтских солдат. 7 членов королевской семьи было убито в боях.
Потери других стран: 35 британских военнослужащих попали в плен, общее число пленных иностранных солдат составляло несколько сотен. Некоторое количество солдат из других государств было убито, в частности был убит иностранный военнослужащий в составе ПВО/ВВС Кувейта Раад Сабри.

### Потери бронетехники
Потери Ирака: было потеряно 120 единиц бронетехники.
Потери Кувейта: только остаткам некоторых подразделений с 30—40 танками «Чифтен», «Виккерс», батальоном БМП-2 и несколькими M113 удалось уйти в Саудовскую Аравию. Потери артиллерии точно неясны, по одним данным из артиллерии у Кувейта не уцелело вообще ничего, по другим данным 6 САУ M109 удалось уйти. Вся остальная бронетехника была либо уничтожена, либо захвачена. Вдобавок, танки «Виккерс», даже те которые успели уехать в Саудовскую Аравию, были списаны и сняты с вооружения Кувейта.

### Потери авиации
Потери Ирака
Потери иракской авиации составили около четырёх десятков летательных аппаратов, в том числе от 3 до 7 самолётов и 32 вертолёта:
- 2 самолёта Су-22М4 69-й эскадрильи (сбиты ЗРК, оба лётчика погибли)[44]
- 1 самолёт МиГ-23БН 49-й эскадрильи (предположительно небоевая потеря, лётчик погиб[44], по другой версии сбит ЗРК[46])
- 1 вертолёт Bell 212 (потерян 2 августа)[47]
- 1 вертолёт Super Frelon (предположительно сбит ЗРК)[44]
- 1 вертолёт SA.342 Gazelle (сбит зенитным огнём)[44]
- 1-2 вертолёт Ми-25 (сбиты 2 августа)[48][49]
- 1 вертолёт Bo.105 (сбит на рассвете 2 августа)[48]
- 1 вертолёт Bell 412ST (сбит 2 августа в промежутке между 9:00 и 10:00)[48]
- 1 вертолёт Ми-17 (потерян 2 августа)[50]
- Неизвестное количество вертолётов Ми-8 (по большей части потеряны по небоевым причинам (ошибкам лётчиков))[44]

Потери Кувейта
Потери кувейтской авиации составили как минимум 52 самолёта и вертолёта. Вдобавок, иракцы захватили огромное количество запасных частей, двигателей и другого оборудования для кувейтской авиации всех возможных видов. Подробный список:
- 9 самолёта Mirage F.1 (2 уничтожено на земле иракскими МиГ-23БН, остальные захвачены в качестве трофеев);
- 10 самолётов A-4 Skyhawk (3 разбилось и 7 захвачено в качестве трофеев[52], бортовые номера: 804, 805, 810, 812, 821, 823, 826, 881, 882, 883)[53];
- 6 самолётов Hawk T.Mk.64 (захвачены в качестве трофеев);
- 9 вертолётов SA.342 Gazelle уничтожено и 1 захвачена (бортовые номера, уничтоженные: 505, 506, 510, 513, 516, 518, 520, 521, 524, захвачена: 502)[54][55];
- 4 вертолёта Super Puma (1 сбит и 3 взорвалось при эвакуации)[36];
- 1 военно-транспортный самолёт L-100-30 Hercules (захвачен в качестве трофея, бортовой номер 322)[52][56];
- 1 военно-транспортный самолёт DC-9 (захвачен в качестве трофея, бортовой номер 320)[57].

Американский историк А. Такер указывает, что иракцы захватили 43 кувейтских вертолёта, неясно, что это за машины, возможно, это какая-то ошибка. Точно лишь известно, что иракцами был временно захвачен один вертолёт SA-342.
Иракцы в качестве трофеев захватили 12 кувейтских крупногабаритных самолётов пассажирского и транспортного назначения и перегнали их к себе. В их числе:
- 5 Airbus A.310;
- 3 Airbus A.300;
- 2 Boeing 767[54][59];
- 1 Boeing 727-200[60];
- 1 Hawker HS-125[60].

Небольшие остатки кувейтской военной авиации успели перебазироваться в Саудовскую Аравию, в том числе 15 Mirage F-1 и 19 A-4.
Потери Великобритании

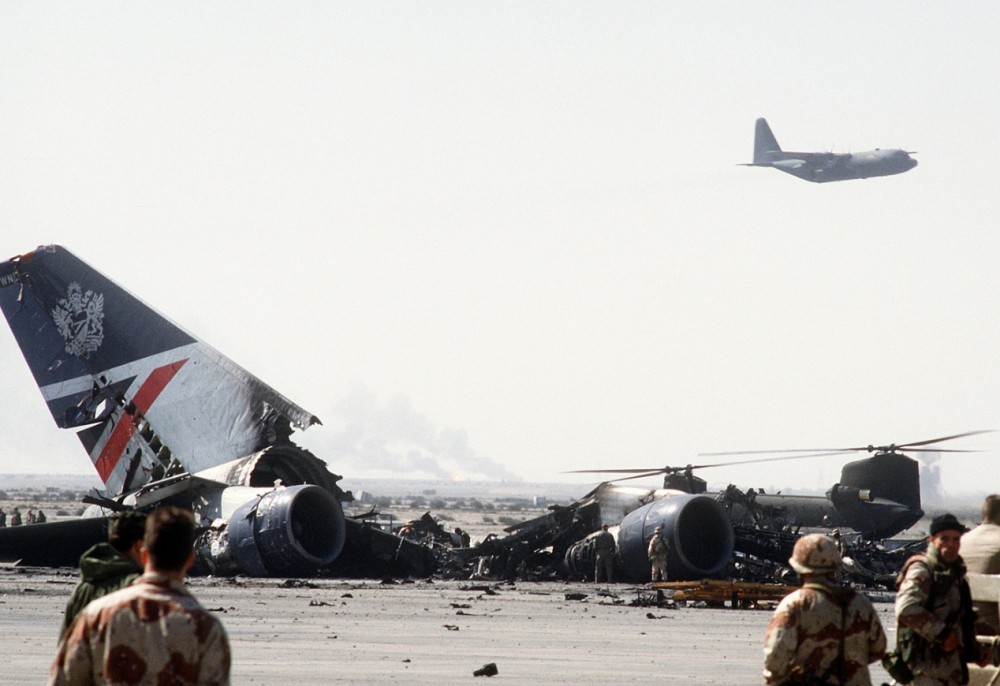
Британский самолёт, захваченный, а после подорванный американскими войсками

- 1 пассажирский авиалайнер Boeing 747 G-AWND (захвачен иракцами вместе с экипажем и пассажирами).

### Потери флота
Потери Кувейта
В результате иракской операции Кувейт потерял 52 из 54 имевшихся боевых кораблей и катеров. В их числе были 6 из 8 ракетных катеров (1 встал в строй ВМС Ирака). Также было потеряно не менее 105 судов торгового и частного флота, в том числе не менее 104 захвачено и ещё 1 крупный кувейтский корабль был уничтожен.
Потери Ирана
Также Ираком были захвачены два иранских корабля — Iran Hormuz и Safeer, их экипажи были задержаны.
Потери Ирака
Потери Ирака точно неизвестны. В иракских источниках лишь есть информация, что в ходе вторжения получил повреждения один ракетный катер «Оса». Кувейтцы заявляли, что в ходе войны уничтожили 4 иракских катера неизвестных типов.

### Другие потери
Кроме этого в качестве трофеев Ираком было захвачено:
- не менее 2000 грузовиков и 1750 внедорожников[69];
- бронированные ремонтно-эвакуационные машины различных видов, в том числе M88, включая полные наборы запасных частей и двигателей для них[70];
- 3750 противотанковых управляемых ракет TOW;
- ~600 управляемых ракет «воздух-воздух» (около 200 R.550 Magic[71], 174 S.530 и 207 AIM-9H[72][73]);
- 12 тактических-ракетных комплексов и 120 баллистических ракет к ним;
- больше 100 противокорабельных управляемых ракет MM-40 Exocet[74];
- 4 батареи зенитно ракетных комплексов I-HAWK[4][75];
- 1 ЗРК Skyguard[71];
- по неполным данным не менее 875 зенитных управляемых ракет для разных ЗРК[73][76];
- 332 фугасные 245-кг авиационные бомбы Mk.M2, 840 кассетных 222-кг бомб Mk-20[англ.] и несколько тысяч бомб с инертной и практической боевой частью[72];
- противотанковые мины британского производства, которые позже причём не без успеха использовались против танков антииракской коалиции[77];
- несколько РЛС[72].

## Аннексия Кувейта
Во время вторжения иракские силы способствовали революции, устроенной кувейтскими военными, и провозгласили Республику Кувейт. Основанное «Временное правительство свободного Кувейта» включало 9 кувейтских офицеров, во главе которых стоял Алаа Хусейн Али, номинальный глава государства (Rais al-Wuzara), главнокомандующий, министр обороны и внутренних дел (после войны он заявлял, что иракские агенты похитили его, угрожали его жизни и безопасности семьи, если он не примет участие в правительстве). Республиканский режим обвинял монархистов в антинародной, антидемократической, проимпериалистической и просионистской политике, а также в обогащении за счёт присвоения национальных ресурсов.
8 августа иракское правительство объявило о слиянии Кувейта с Ираком. Совет революционного командования Ирака заявил: «Свободное временное кувейтское правительство решило просить соплеменников в Ираке, руководимых рыцарем арабов и вождём их похода президентом фельдмаршалом Саддамом Хусейном, о принятии их как сыновей в их большую семью, о возврате Кувейта в состав великого Ирака, родины-матери, и об обеспечении полного единства Ирака и Кувейта». Хуссейну Али предоставили пост заместителя премьер-министра Ирака, не дававший никакой реальной власти, все члены Временного правительства свободного Кувейта содержались в президентском дворце в Багдаде. 28 августа Кувейт был объявлен 19-й провинцией Ирака, губернатором был назначен Али Хассан аль-Маджид.

## Первоначальные беспорядки и возвращение Кувейта к мирной жизни
5 августа, сразу после окончания войны, британские журналисты издания Financial Times выпустили статью в которой указывалось, что обстановка в Кувейте «на удивление нормальная», кувейтские граждане, бок о бок с иракскими солдатами заходят в полные магазины и покупают любую еду, в том числе импортную. Также указывалось, что иракские военнослужащие для покупки использовали кувейтскую валюту и не пытались забирать товары бесплатно, либо за неходовые иракские деньги. С другой стороны отмечалось, что происходила конфискация кувейтских люксовых автомобилей.
Уже 2 августа началось разграбление Национального музея Кувейта. Под руководством багдадского директора музеев Муаяда Саида всё, что находилось в музее, было каталогизировано, а потом вывезено на 17 грузовиках, включая ковры и мебель. Позднее музей был сожжён. В кувейтском зоопарке часть животных была убита и съедена иракскими солдатами, часть вывезена. Был демонтирован и увезён главный компьютер кувейтской фондовой биржи. В Центральном банке были разграблены резервы и украден 1 миллиард долларов наличными, опустошены депозитарные ячейки. Через некоторое время начали происходить беспорядки, грабежи и акты саботажа, которые продлились примерно в течение двух последующих месяцев. Иракские официальные лица указывали, что их совершали не только кувейтцы, но и палестинские и иранские жители Кувейта, так же руководство Ирака обвинило в эскалации и часть своих солдат. Несколько нефтяных скважин в Кувейте были взорваны кувейтцами, подобную кувейтскую тактику позже применит сам Ирак в 1991 году. На вторую неделю оккупации в Кувейт на автобусах и личном транспорте стали прибывать мародёры из Ирака. Коммунальные службы города не работали, к концу третьей недели столица Кувейта стала напоминать свалку. Иракский генерал Раад аль-Хамдани обвинил в недисциплинированности части иракских солдат и иракских граждан, совершивших акты мародёрства. В населённых пунктах появились группы кувейтцев, которые ходили и взламывали дома богатых соотечественников. Иракское руководство для стабилизации ситуации издало приказы с высшей мерой наказания (смертной казнью) за совершение мародёрства. Примерно к началу октября обстановка по большей части стабилизировалась.
В ходе наведения правопорядка была нейтрализована кувейтская партизанская группа «Аль-Фухуд». Все 28 её бойца были убиты.
Согласно официальным кувейтским данным, за период оккупации 605 жителей Кувейта были похищены Ираком. Останки 147 из них были обнаружены в массовых захоронениях на территории Ирака после свержения Саддама Хусейна в 2003 году. 5733 жителя Кувейта были подвергнуты пыткам с применением электричества, побоям, голоду и сексуальному насилию.
Экономическая ситуация
Американское издание The Washington Post провело расследование экономических потерь Кувейта в результате войны, в ходе которого выяснилась неоднозначная оценка. Так Международный валютный фонд оценил, что иракской стороне досталось 800 миллионов долларов из иностранных резервов, 32 миллиона долларов из центрального банка и 1 миллиард долларов из коммерческих банков. В свою очередь непосредственно кувейтские банковые источники прокомментировали утверждения МВФ — «ему [Ираку] достались миллионы, точно не миллиарды». Есть оценка The New York Times, согласно которой после начала оккупации из кувейтской казны в Ирак было вывезено большое количество золотых слитков на общую сумму 700 миллионов долларов.
Корреспондент газеты «Известия» Борис Иванов так описывал поведение иракских солдат в оккупированной столице Кувейта:

По городу в те дни бродили толпы солдат, неся в одной руке автомат, а в другой — раздувшуюся до невероятных размеров от украденных вещей сумку… Со временем технология грабежей была доведена до совершенства. Как правило, офицер с группой подчинённых подъезжал на машине к облюбованному заранее магазину. Солдаты по команде вышибали дверь или окно, и организованно, без лишней суеты, начинали загружать автомобиль товарами.
Где хранить награбленное? Для солдата это проблема. Поэтому-то и вырастали рядом с пулемётными гнёздами и артиллерийскими позициями холмики из вещей, заботливо прикрытых от посторонних глаз картонками и бумагой. В лучшем положении оказались танкисты. Очень скоро стоявшие на набережной танки стали напоминать каких-то фантастических стальных вьючных существ. Спереди, сзади, с боков к броне были прикручены огромные тюки с ворованными вещами.

В 2017 году британский коллекционер купил на аукционе бывший иракский танк Type 69 и обнаружил внутри него пять украденных в Кувейте золотых слитков стоимостью 2 миллиона фунтов стерлингов.

## Международная реакция

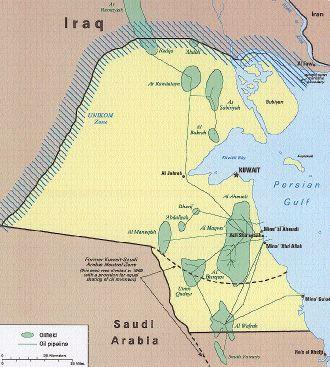
Демилитаризованная зона на границе Ирака с Кувейтом, находящаяся под контролем войск ООН

2 августа 1990 года Совет Безопасности ООН принял резолюцию № 660, призывающую к немедленному выводу иракских войск из Кувейта.
Война привела к разделению в арабском мире. Американские историки указывали, если Саудовская Аравия и некоторые страны Персидского Залива осудили действия Ирака из-за угрозы собственной безопасности, то осуждение иракских действий от Египта и Сирии было скорее связно с соперничеством за статус регионального лидера. С другой стороны, такие страны как Иордания, Йемен, Палестина, Судан, Мавритания и Ливия не стали осуждать иракские действия.
Саудовская Аравия в ответ на поддержку Йеменом действий Ирака начала масштабные чистки и репрессии против людей йеменской национальности, несколько сотен людей подверглись пыткам и были депортированы. В ходе пыток йеменцев применялось удушение, использование электрического тока, лишение сна и избиения по ногам.
США, Великобритания и Франция арестовали иракские счёта в своих банках и ввели эмбарго на поставки оружия Ираку. Обойти оружейное эмбарго помогла Иордания, ставшая поставлять боеприпасы для иракского вооружения натовских образцов.
Палестинская часть населения Кувейта встречала иракскую армию как освободителей.
2 августа на заседании Совета Безопасности в Вашингтоне президент США Джордж Буш-старший, под влиянием главы Центрального командования Нормана Шварцкопфа и председателя Объединённого комитета начальников штабов Колина Пауэлла, решил послать войска в регион Персидского залива.
Существовала вероятность, что Саддам Хусейн вслед за Кувейтом решит вторгнуться и в Саудовскую Аравию. Космическая разведка США выявила выдвижение к границам Саудовской Аравии по крайней мере семи дивизий иракской армии. Радио Багдада сообщило о формировании девяти новых пехотных, одной танковой дивизии и одной дивизии Республиканской гвардии. С 6 августа началась переброска сухопутных войск Саудовской Аравии на север, к границе с оккупированным Кувейтом.
3 августа СССР присоединился к эмбарго.
4 августа Саддам Хусейн, сразу после победы, принял у себя первого главу другого государства.

Кувейт — это иракская земля… Я не делаю двусмысленных заявлений, мы может молчали и не хотели говорить, но если мы сказали… то мы искренни в своих словах. У нас не было никаких планов против Кувейта, но когда мы увидели заговор и против нас… который вызывает разобщение в нашем регионе… мы начали планировать и искать решение этого вопроса.— Президент Йемена Али Абдалла Салех на встрече с Саддамом Хусейном
4 августа о прекращении поставок оружия Ираку объявил Китай.
6 августа Совет Безопасности ООН принял резолюцию № 661, предусматривающую введение эмбарго на торговлю с Ираком.
8 августа президент США Джордж Буш предъявил Саддаму Хусейну требование о выводе войск из Кувейта без всяких переговоров и условий.
В этот же день первые американские войска (82-я воздушно-десантная дивизия) начали прибывать в Саудовскую Аравию в рамках операции «Щит пустыни».
9 августа Саддам Хусейн ответил президенту США Джорджу Бушу, что у него нет никаких агрессивных планов против Саудовской Аравии.
11 августа дополнительные иностранные вооружённые силы начали прибывать в Саудовскую Аравию.
12 августа иракский парламент сделал предупреждение, что если будет нападение на Ирак, то военный ответ будет в любой точке земного шара.
В этот же день Саддам Хусейн выдвинул согласие на отход иракской армии из Кувейта при совершении некоторых условий: уход израильтян с территории Палестины, сирийской армии из Ливана и американской армии из региона.
Президент Ирана Хашеми Рафсанджани в этот день выступил с осуждением вмешательства США и других стран в данный регион.
13 августа король Иордании прибыл в Багдад (второй иностранный лидер приехавший в Ирак после иракской победы).
28 августа Саддам Хусейн приказал освободить всех задержанных женщин и детей.
9 сентября президенты США и СССР, Джордж Буш и Михаил Горбачёв, в Хельсинки обратились к Ираку с требованием вывести войска.
10 сентября Иран начал дипломатические отношения с Ираком (которые останавливались из-за ирано-иракской войны).
29 ноября Совет Безопасности ООН принял резолюцию № 678, разрешающую использование силы против Ирака в случае, если иракские войска не будут выведены из Кувейта до 15 января 1991 года.

## Последующие события
Иракские военные инженеры сразу после вторжения начали минировать объекты нефтяной промышленности Кувейта и разрабатывать планы её ликвидации. 19 января 1991 г., в ответ на налёт ВВС коалиционных сил, были открыты задвижки нефтяного терминала в порту Ахмади и огромное количество нефти попало в Персидский залив. Начались поджоги нефтяных скважин, иракская артиллерия вела огонь по нефтяным резервуарам в районе Аль-Джафра, а с 21 января солдаты стали поджигать нефтеперерабатывающие центры в портах Шуэйба и Порт-Абдалла. К концу февраля 1991 г., когда вывод войск Ирака стал вопросом времени, иракцы взрывали по сто нефтяных скважин в день.
Иракская оккупация Кувейта продолжалась 7 месяцев. В конце февраля 1991 года Кувейт был освобождён в результате военной операции, проводившейся международной коалицией во главе с США. После ухода иракцев и возврата в Кувейт королевской династии Аль Сабах в стране были проведены этнические чистки. В ходе расправ было убито 628 палестинских граждан Кувейта.
В 2002 году Саддам Хусейн официально извинился перед Кувейтом за вторжение и оккупацию. Кувейтская сторона отвергла извинение.
По состоянию на февраль 2019 года Ирак в качестве репараций за военное вторжение и оккупацию страны, а также потери и ущерб, нанесённые в связи с этим отдельным лицам, компаниям, правительственным и международным организациям, выплатил Кувейту, в общей сложности, 47,9 миллиардов долларов и остался должен ещё около 4,5 миллиарда.